# Chupícuaro (Guanajuato)
Chupícuaro es una localidad del estado mexicano de Guanajuato. Es parte del municipio de Acámbaro.

## Toponimia
El nombre «Chupícuaro» proviene de los términos en purépecha chupicua, campanita, una flor de la región reconocida por su uso como colorante azul; ro, locativo. Su significado es «lugar de campanitas» o «lugar de color azul».

## Demografía
| Gráfica de evolución demográfica |
|                                  |

| Censo | Población |
| ----- | --------- |
| 1900  | 662       |
| 1910  | 781       |
| 1921  | 847       |
| 1930  | 837       |
| 1940  | 1 004     |
| 1950  | 1 189     |
| 1960  | 1 910     |
| 1970  | 2 660     |
| 1980  | 2 008     |
| 1990  | 2 460     |
| 2000  | 2 265     |
| 2010  | 2 273     |
| 2020  | 2 583     |